# Лозаново (община Крива паланка)
 Тази статия е за селото в Северна Македония.  За селото в Гърция вижте Лозаново (дем Пела).  
Лозаново (на македонска литературна норма: Лозаново) е село в Северна Македония, в община Крива паланка.

## География
Селото е разположено в областта Славище на два километра северно от общинския център Крива паланка.

## История
По време на Първата световна война Лозаново е включено в Градецка община и има 110 жители.
Според преброяването от 2002 година селото има 53 жители.
| Националност     | Всичко |
| северномакедонци | 52     |
| албанци          | 0      |
| турци            | 0      |
| роми             | 0      |
| власи            | 0      |
| сърби            | 0      |
| бошняци          | 1      |
| други            | 0      |

## Личности
Родени в Лозаново
- Велико Хр. Стойчев, кметски наместник в периода на българското управление 1941 – 1944 година[3][4]